# Khoai tây nướng
Khoai tây nướng, hoặc khoai tây mặc áo khoác (tiếng Anh: baked potato, jacket potato), là một món ăn có nguồn gốc từ Peru với nguyên liệu chính là khoai tây. Khi được nấu chín kỹ, một củ khoai tây nướng có phần bên trong mềm mịn và lớp da giòn. Nó có thể được phục vụ với nhân và gia vị như bơ, pho mát, kem chua, nước thịt, đậu nướng hoặc thậm chí thịt xay.
Một số giống khoai tây như khoai tây Russet và khoai tây Vua Edward thích hợp để nướng hơn những loại khác, do kích thước và độ đặc của chúng. Mặc dù có quan niệm sai lầm phổ biến rằng khoai tây là chất béo, khoai tây nướng có thể được sử dụng như một phần của chế độ ăn uống lành mạnh.

## Sự chuẩn bị
Khoai tây có thể được nướng trong lò nướng bằng gas hoặc điện thông thường, lò nướng đối lưu, lò vi sóng, trên vỉ nướng hoặc trên (hoặc trong) ngọn lửa trần. Một số nhà hàng sử dụng lò nướng đặc biệt được thiết kế riêng để nấu số lượng lớn khoai tây, sau đó giữ ấm và sẵn sàng phục vụ.
Trước khi nấu, khoai tây phải được chà sạch, rửa và lau khô, loại bỏ mắt và các vết bẩn trên bề mặt, rồi nướng với dầu (thường là dầu ô liu) hoặc bơ và/hoặc muối. Dùng nĩa hoặc dao chọc vào khoai tây để hơi nước thoát ra trong quá trình nấu. Khoai tây nấu chín trong lò vi sóng mà không châm vỏ có thể bị tách ra do áp suất bên trong tích tụ từ hơi nước không được thông thoáng. Mất từ một đến hai giờ để nướng một củ khoai tây lớn trong lò nướng thông thường ở 200 °C (392 °F). Quá trình nướng bằng lò vi sóng mất từ sáu đến mười hai phút tùy thuộc vào công suất lò và kích thước khoai tây, nhưng nhìn chung không tạo ra vỏ giòn. Một số công thức nấu ăn yêu cầu sử dụng cả lò vi sóng và lò nướng thông thường, với lò vi sóng được sử dụng để thoát phần lớn hơi nước trước khi nấu.
Bọc khoai tây trong giấy nhôm trước khi nấu trong lò nướng tiêu chuẩn sẽ giúp giữ ẩm, trong khi không bọc khoai tây sẽ làm cho vỏ giòn. Khi nấu trên ngọn lửa trực tiếp hoặc trong than của lò nướng barbecue, có thể yêu cầu bọc trong giấy bạc để tránh cháy vỏ. Một củ khoai tây được chôn trực tiếp trong than của ngọn lửa nấu rất ngon, với phần vỏ gần như bị cháy và không thể ăn được. Một củ khoai tây nướng được nấu chín hoàn toàn khi nhiệt độ bên trong của nó đạt đến 99 °C (210 °F).
Sau khi một củ khoai tây đã được nướng, một số người bỏ vỏ và chỉ ăn phần bên trong mềm và ẩm hơn, trong khi những người khác lại thích hương vị và kết cấu của lớp vỏ giòn, rất giàu chất xơ. Khoai tây nướng cả vỏ có thể mất từ 20 đến 40% hàm lượng vitamin C do làm nóng trong không khí chậm và quá trình mất hoạt tính của vitamin có thể tiếp tục trong một thời gian dài. Khoai tây nhỏ nướng nhanh hơn khoai tây lớn và do đó giữ được nhiều vitamin C.

## Các biến thể
Một số người nướng khoai tây của họ và sau đó cạo bỏ bên trong, để lại vỏ để làm dụng cụ đựng. Phần thịt bên trong màu trắng sau đó có thể được trộn với nhiều loại thực phẩm khác như pho mát, bơ hoặc thịt xông khói. Hỗn hợp này sau đó được đổ lại vào vỏ và chúng được để lại vào trong lò để làm ấm kĩ. Ở Mỹ, chúng được biết đến với nhiều tên gọi khác nhau là vỏ khoai tây nhồi, khoai tây nhồi và khoai tây nướng hai lần. Ở Anh, các loại nhân hoặc lớp phủ trên bề mặt có xu hướng đa dạng hơn ở Mỹ: đậu nướng, gà sốt cà ri, gà đăng quang, ớt sừng, cá ngừ và nhân tôm được ưa chuộng, và ở Scotland thậm chí haggis còn được dùng làm nhân cho khoai tây áo khoác.
Một biến thể là khoai tây Hasselback, trong đó khoai tây được cắt thành những lát rất mỏng gần như nằm xuống dưới đáy, để khoai tây vẫn giữ được với nhau, và sau đó được nướng trong lò, thỉnh thoảng được phủ một lớp phô mai. Danh từ riêng "Hasselback" dùng để chỉ khách sạn và nhà hàng Hasselbacken sang trọng ở Stockholm, nơi khởi nguồn của món ăn này.

## Biến thể khu vực

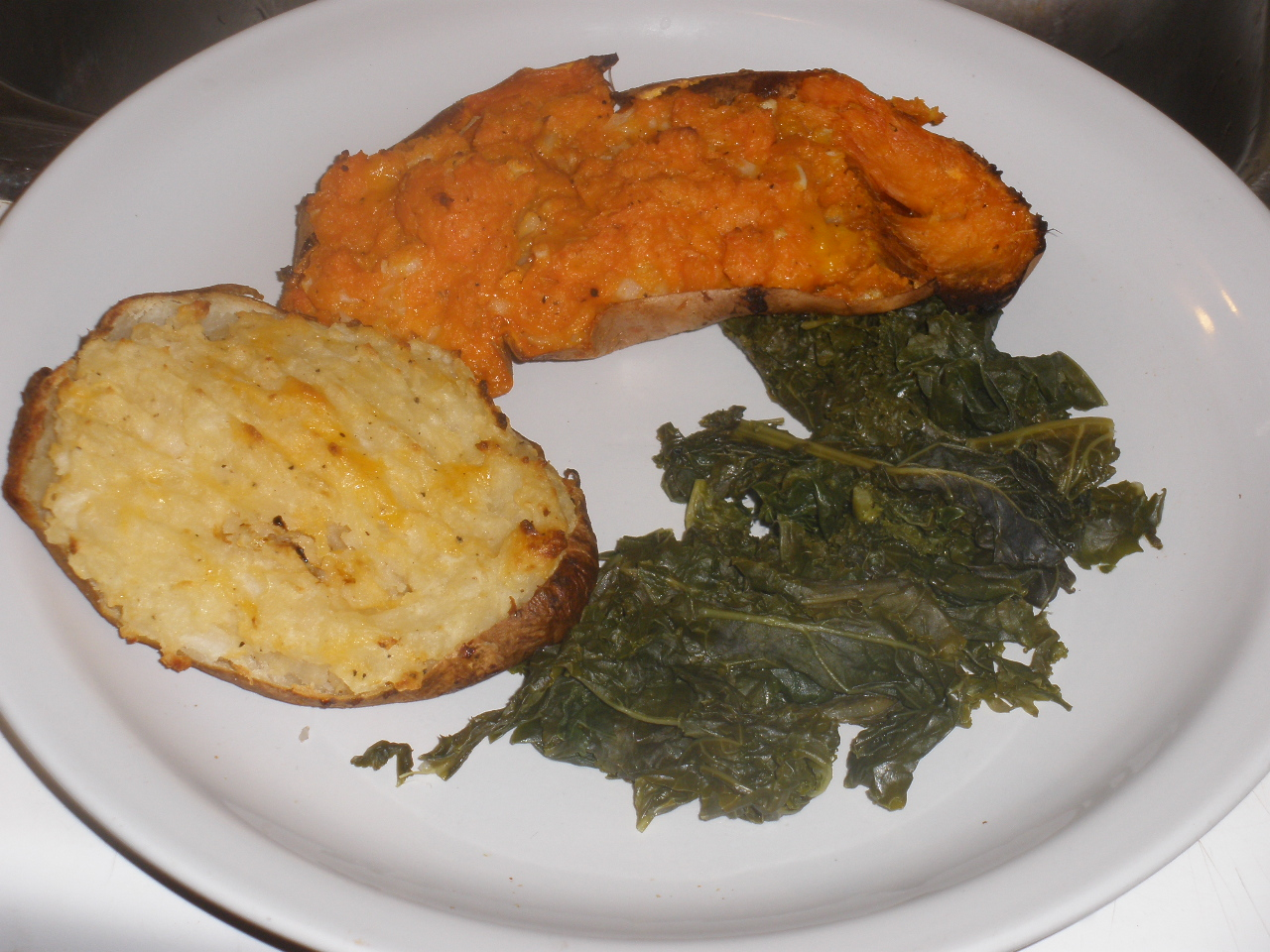
Khoai tây nướng và khoai lang với cải xoăn

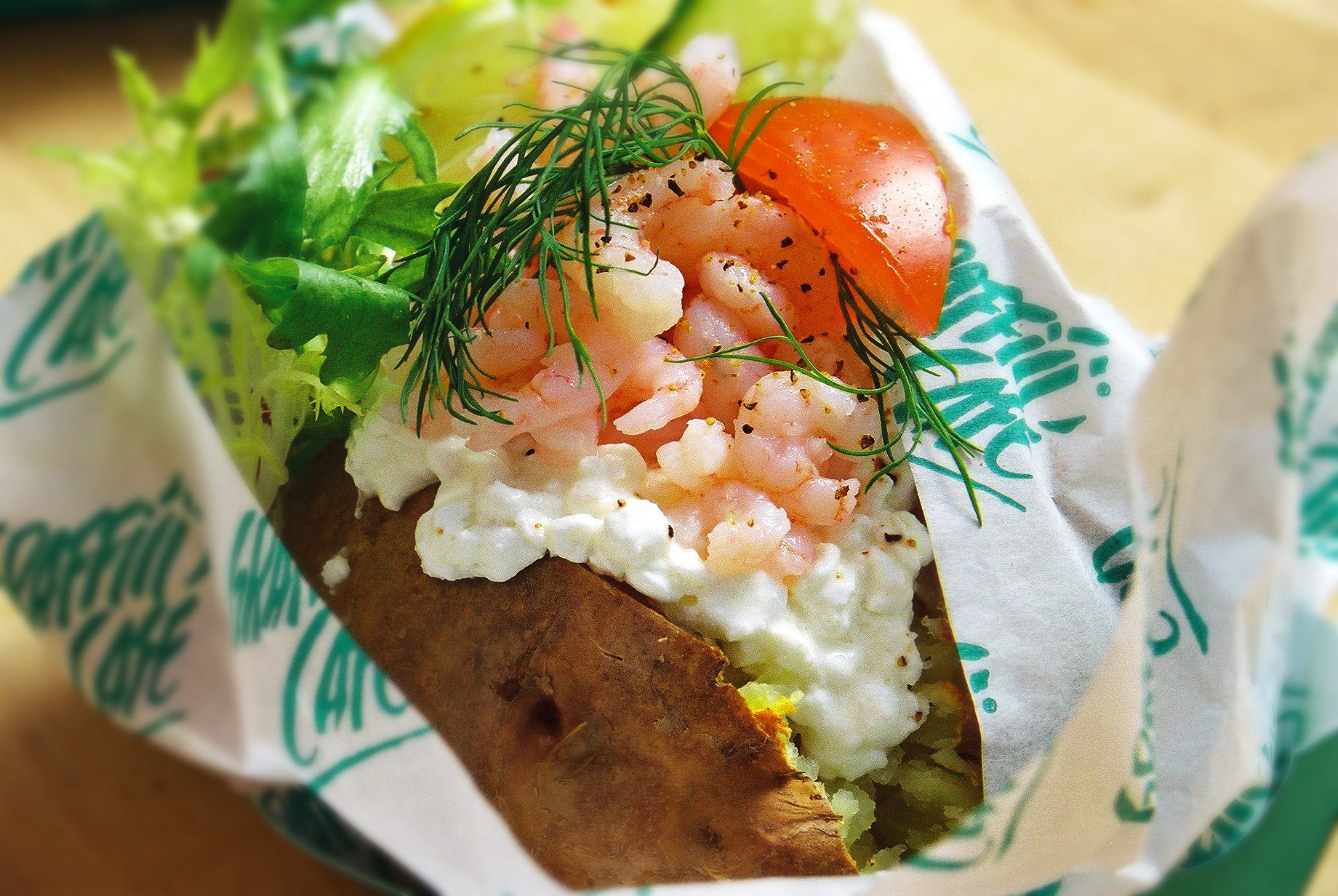
Khoai tây nướng với tôm, pho mát, thì là, cà chua và rau diếp

### Bắc Mỹ
Nhiều nhà hàng phục vụ khoai tây nướng với các mặt như bơ, kem chua, hẹ, pho mát bào sợi và thịt xông khói. Những củ khoai tây này có thể là một món phụ cho bữa tối bít tết hoặc một số món ăn tương tự. Các mặt hàng thường là tùy chọn và khách hàng có thể đặt hàng nhiều hoặc ít tùy ý.
Khoai tây nướng lớn, nhồi bông có thể được phục vụ như một món chính, thường chứa đầy thịt cùng với bất kỳ thành phần nào được đề cập ở trên. Thịt nướng hoặc hun khói hoặc ớt được thay thế. Các loại rau như bông cải xanh cũng có thể được thêm vào.

#### Bang Idaho
Idaho là bang sản xuất khoai tây chính. Món khoai tây nướng Idaho được Đường sắt Bắc Thái Bình Dương quảng bá rầm rộ vào đầu thế kỷ 20, thường được các ngôi sao điện ảnh Hollywood sử dụng.
Hazen Titus được bổ nhiệm làm giám đốc toa ăn của Đường sắt Bắc Thái Bình Dương vào năm 1908. Ông nói chuyện với những người nông dân ở Thung lũng Yakima, những người phàn nàn rằng họ không thể bán cây khoai tây của mình vì đơn giản là khoai tây của họ quá lớn. Họ cho lợn ăn. Titus biết được rằng một củ khoai tây có thể nặng từ 2 đến 5 pound, nhưng những củ khoai tây nhỏ hơn được người mua rau củ ưa thích hơn và nhiều người cho rằng chúng không ăn được vì vỏ dày và thô khiến chúng khó nấu.

Titus và nhân viên của mình phát hiện ra những củ khoai tây "không thể ăn được" rất ngon sau khi nướng trong lò nướng chậm. Ông ký hợp đồng mua bao nhiêu củ khoai tây mà nông dân có thể sản xuất nặng hơn 2 pound. Ngay sau lần giao hàng đầu tiên của " Netted Gem Bakers ", chúng đã được cung cấp cho thực khách tại North Coast Limited bắt đầu từ năm 1909. Lời chào hàng đặc sản của tuyến đã lan truyền nhanh chóng, và chẳng bao lâu sau hãng đã sử dụng "Great Big Baked Potato" làm khẩu hiệu để quảng bá dịch vụ hành khách của đường sắt. Khi một công trình bổ sung được xây dựng cho chính ủy Seattle ở Bắc Thái Bình Dương vào năm 1914, phóng viên đã viết, "Một thương hiệu lớn, có hình dạng của một củ khoai tây nướng, dài 40 ft và đường kính 18 ft, cao ngang mái nhà. Khoai tây được thắp sáng bằng điện và mắt của nó, thông qua cơ chế điện, được tạo ra để nháy mắt liên tục. Một khối bơ đâm vào phần trên của nó phát sáng liên tục. " Các khoản phí bảo hiểm như bưu thiếp, dụng cụ mở thư, và thìa cũng được sản xuất để quảng bá "Lộ trình của món khoai tây nướng vĩ đại"; khẩu hiệu phục vụ Bắc Thái Bình Dương trong khoảng 50 năm. Bài hát "Great Big Baked Potato"  (lời của NR Streeter và H. Caldwell; Nhạc của Oliver George) được viết về củ khoai tây này. 

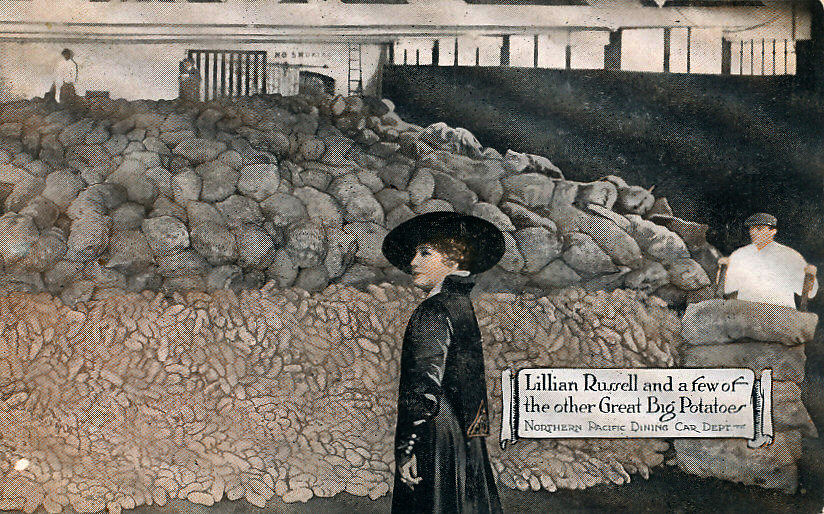
Ngôi sao Hollywood Lillian Russell khoe khoai tây của Đường sắt Bắc Thái Bình Dương trong tấm bưu thiếp quảng cáo này.
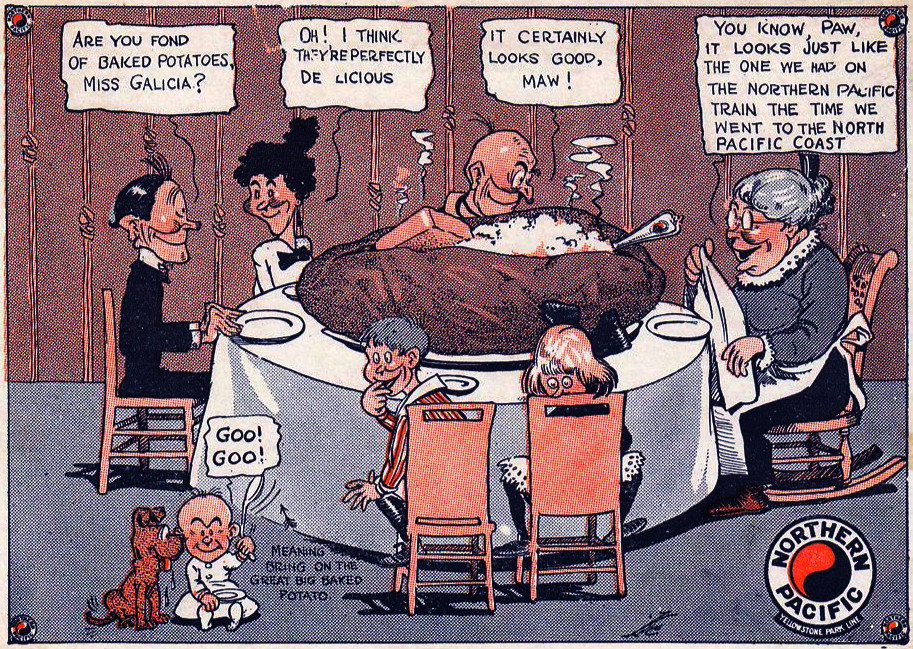
Một tấm bưu thiếp truyện tranh vào khoảng năm 1910 đến năm 1920 quảng cáo "The Great Big Baked Potato".

### Vương quốc Anh

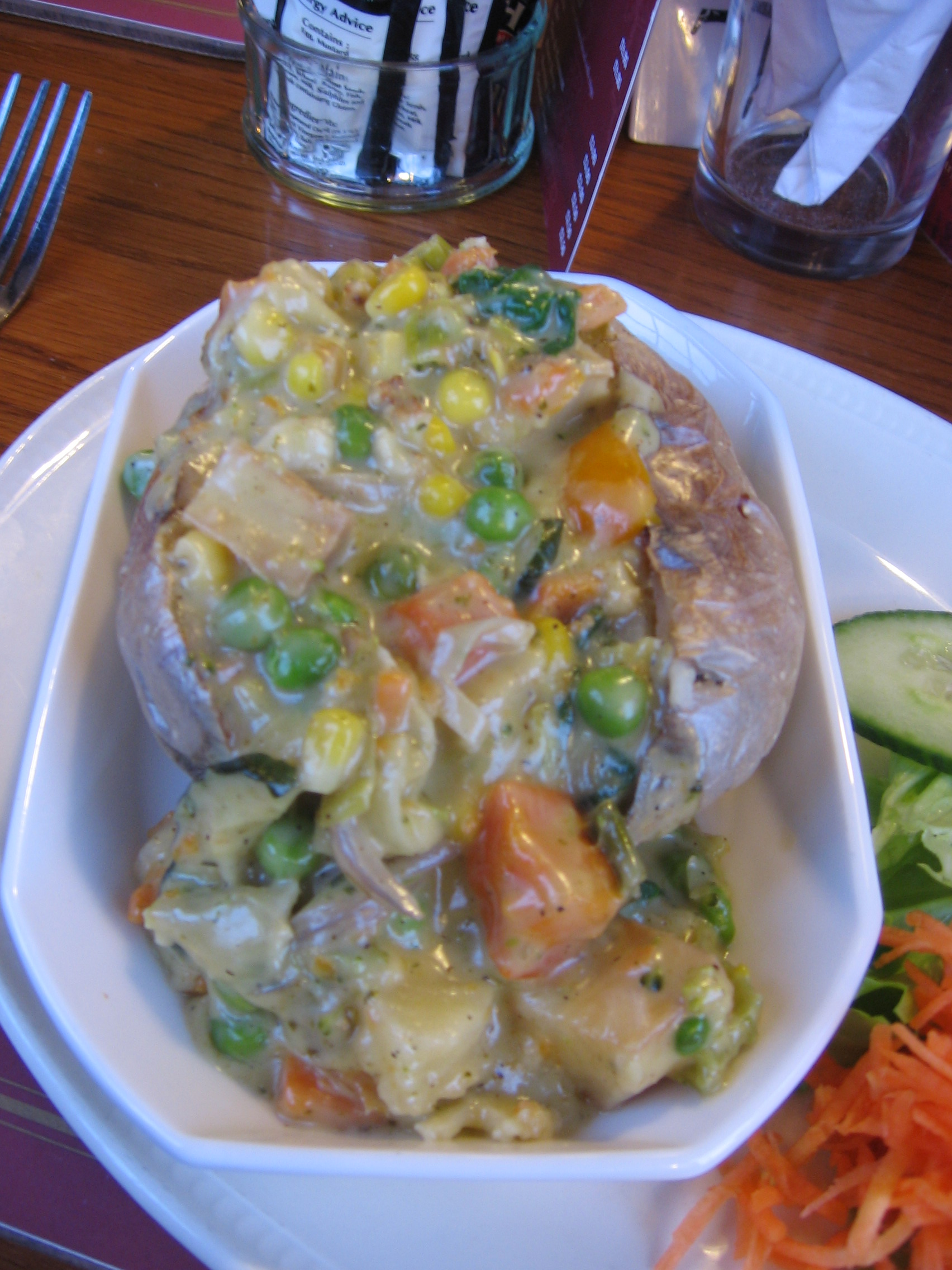
Khoai tây nướng ở Vương quốc Anh, với gravy rau

Khoai tây nướng đôi khi được gọi là khoai tây áo khoác ở Vương quốc Anh. Món khoai tây nướng đã phổ biến ở Anh trong nhiều năm. Vào giữa thế kỷ 19, khoai tây áo khoác được bán trên đường phố bởi những người bán hàng rong trong những tháng mùa thu và mùa đông. Ở London, ước tính có khoảng 10 tấn khoai tây nướng được bán mỗi ngày bằng phương pháp này. Trám thông thường áo khoác khoai tây (hoặc "toppings") ở Vương quốc Anh bao gồm grated pho mát cheddar, đậu nướng, mayonnaise cá ngừ, tiêu ớt và thịt bằm và thịt gà và thịt xông khói.
Khoai tây nướng thường được ăn vào Đêm Guy Fawkes; theo truyền thống chúng thường được nướng trong than hồng rực của đống lửa.
Là một phần của sự thúc đẩy thức ăn nhanh có lợi cho sức khỏe hơn, khoai tây nướng đã một lần nữa xuất hiện trên đường phố Vương quốc Anh cả trong các đơn vị di động và nhà hàng.   Chuỗi cửa hàng ăn nhanh Spudulike chuyên về khoai tây nướng.

### Pháp
Một củ khoai tây nướng được gọi là "pomme de terre au four" trong tiếng Pháp. Nó có thể được phục vụ như một món ăn kèm với món thịt, hoặc trong một nhà hàng thức ăn nhanh được gọi là "pataterie", là trung tâm của bữa ăn.  

### Armenia
Một biến thể khu vực của khoai tây nướng được biết đến ở các ngôi làng nông thôn Armenia xung quanh Hồ Sevan là "p'ur" (tiếng tiếng Armenia: փուռ). Phân bò khô được chất thành đống và dùng làm nhiên liệu để nướng từ từ những củ khoai tây chưa cắt hạt được đặt ở giữa.  

### Thổ Nhĩ Kỳ

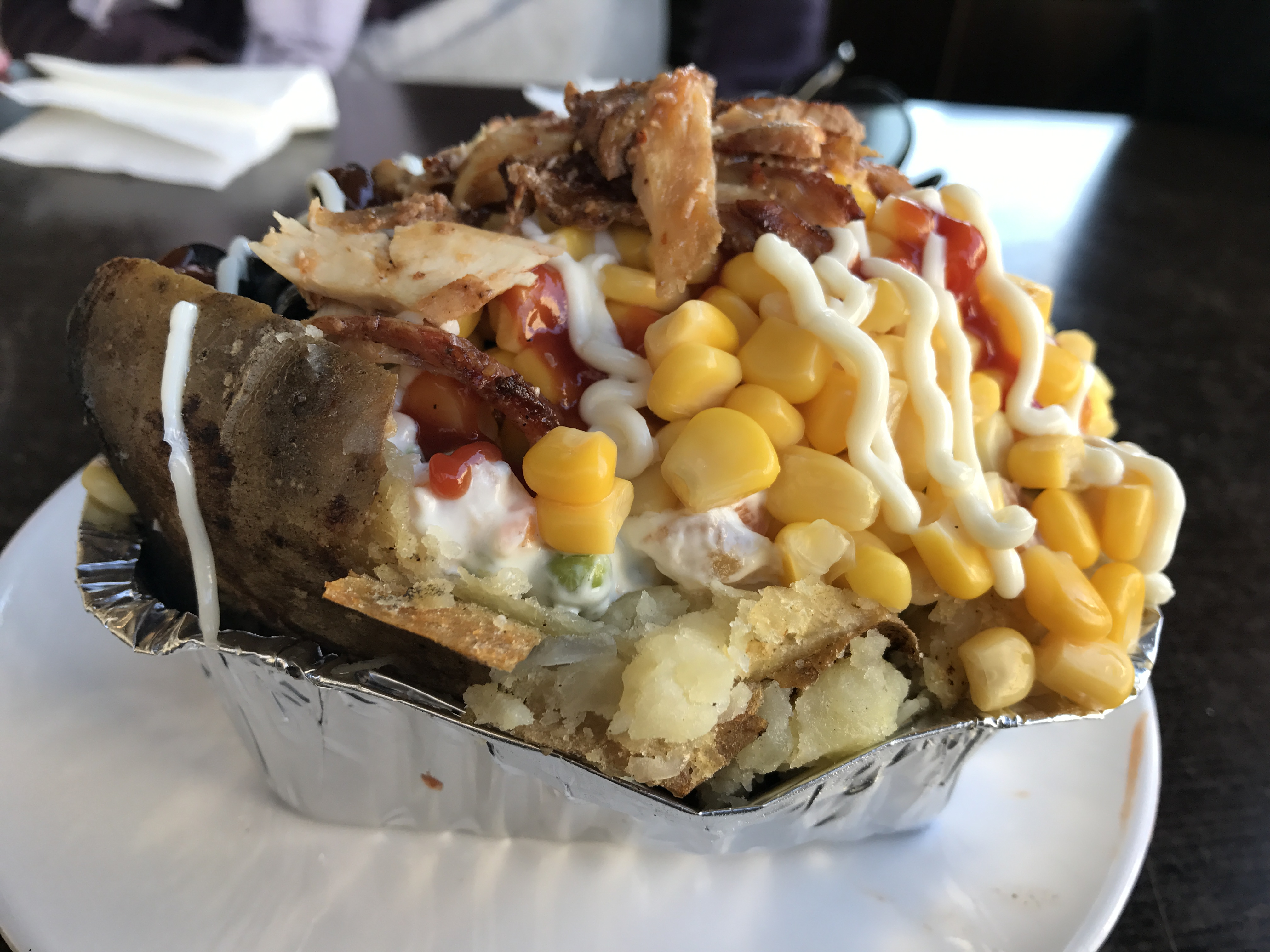
Một kumpir với một số lớp trên cùng

Kumpir, một loại khoai tây nướng với nhiều nhân khác nhau, là một món ăn nhanh phổ biến ở Thổ Nhĩ Kỳ. Ở dạng cơ bản, nó được làm bằng khoai tây được bọc bằng giấy bạc và nướng trong lò đặc biệt. Khoai tây được cắt thẳng ở giữa   và bên trong được trộn với bơ không ướp muối và xay nhuyễn với pho mát kaşar. Tuy nhiên, tất cả các loại thực phẩm có thể được thêm vào khoai tây: sốt mayonnaise, tương cà, dưa chua, bắp rang, lát xúc xích, cà rốt, nấm và salad Nga. Các quán cà phê ở Ortaköy, Istanbul chế biến món kumpir đặc biệt nổi tiếng với khách du lịch và cung cấp nhiều nguyên liệu hơn nữa.

### Nga
Mặc dù khoai tây nướng với các loại nhân khác nhau không được coi là món ăn truyền thống của Nga, nhưng gần đây nó đã trở nên phổ biến như một món ăn nhanh.  

### Brazil
Khoai tây nướng khá phổ biến ở Brazil, nơi nó đôi khi được gọi là batata inglesa (được dịch theo nghĩa đen là "khoai tây Anh", có thể do việc sử dụng một loại khoai tây trong tiếng Anh, 'Vua Edward').  